# Joseph-Marie de Gourgue
Pour les autres membres de la famille, voir Famille de Gourgue.
Joseph-Marie de Gourgue, né à Bordeaux le 24 mars 1768 et Mort à Langon le 1er novembre 1832, est un homme politique français.

## Biographie
Maire de Bordeaux de 1816 à 1823, conseiller général de 1816 à 1825, il est député de la Gironde de 1821 à 1827, siégeant dans la majorité soutenant les gouvernements de la Restauration.

### Sources
- « Joseph-Marie de Gourgue », dans Adolphe Robert et Gaston Cougny, Dictionnaire des parlementaires français, Edgar Bourloton, 1889-1891 [détail de l’édition]